# Valentín Alsina (álbum)
Valentín Alsina es el título del álbum debut de la banda punk argentina 2 Minutos, considerado un clásico de la historia del punk argentino, junto a «Y ahora que pasa, eh?» de Los Violadores, «El Cielo Puede Esperar» de Attaque 77, «Si el placer es un pecado...Bienvenidos al infierno» de Flema, entre otros. Su título hace referencia a la ciudad de nacimiento de los integrantes originales de la banda, Valentín Alsina, que se encuentra en el partido granbonaerense de Lanús. El primer tema, homónimo del disco, explica la realidad social de donde surgió la banda. Este disco fue editado en 1994.
Con temática urbana y obrera en sus letras, destacan el día a día del trabajador, de la gente de bares, de la calle y de la realidad citadina en el conurbano bonaerense de los década de 1990, vigente hasta la actualidad. Entre sus temas se encuentran canciones emblemáticas como «Canción de amor», que habla sobre la típica cerveza de litro argentina, «Amor Suicida», sobre las consecuencias de la guerra de Malvinas, «Novedades», acerca de la manipulación de la prensa, y «Pelea Callejera», de las peleas de pandillas de los barrios. También incluye dos pistas grabadas previamente a la producción del álbum editadas en el compilado «Mentes Abiertas - La Verdadera Invasión», publicado en 1992: «Arrebato», primer tema de la banda, y «Ya no sos igual», dedicado a un quiosquero conocido de la banda que, como se alude en la letra de la canción, era policía.
Este disco tuvo una venta de 50 000 copias.

## Lista de temas
1. Valentín Alsina
2. Canción de Amor
3. Qué Mala Suerte
4. Novedades
5. Odio laburar
6. Amor suicida
7. 14 botellas
8. Vos no confiaste
9. Barricada
10. Otra mujer
11. Como caramelo de limón
12. Demasiado tarde (La marcha)
13. Pelea callejera
14. Arrebato
15. Ya no sos igual